# 불교제중원 오층석탑 및 표석, 석등
불교제중원 오층석탑 및 표석, 석등(佛敎濟衆院 五層石塔 및 標石, 石燈)은 서울특별시 강남구, 경기여자고등학교에 있는 일제강점기의 오층석탑 및 표석, 석등이다. 2009년 1월 2일 서울특별시의 문화재자료 제42호로 지정되었다.

## 개요
현재 경기여고 교정에 소재한 오층석탑과 “불교제중원” 표석은 원래 덕수궁(경운궁) 선원전터에 있었던 것으로 경기여고의 정동 교지가 확장되면서 학교에 편입되었다가 1988년 경기여고가 강남으로 이전하면서 옮겨진 것이다.
이 석물들의 원 소재지인 덕수궁(경운궁) 선원전터에는 1910년대에 불교중앙포교소(해인사 末寺)가 세워졌고 1923년에는 불교제중원이 설치되었다. 불교제중원은 당시로서는 현대적 의료기관으로서 내과, 외과, 조산과 등을 두었다고 하는데 1925년 재정적인 문제로 폐사되었다. 불교제중원이 비록 친일 승려인 이회광(李晦光 1862-1933)에 의해 설립되었다고는 하나 그 표석은 근대불교사의 자료로서 그 의미를 지닌다고 할 수 있다.
오층석탑은 단층의 기단위에 올려진 평면 방형의 석탑으로 탑신부의 체감이 완만하고 옥개석이 매우 두터워 투박하며 둔중한 느낌을 준다. 처마 네 귀퉁이의 전각은 급격한 반전을 보이고 있어 다소 과장된 느낌을 주며 상륜부는 복발 1석으로 조성하였다. 이 석탑은 조선시대 석탑의 전통을 잇고 있으나 매우 단순해진 형태로, 조성시기를 알 수 있는 근대 석탑 자료로서 그 중요성을 평가할 수 있을 것이다.
한편, 석등은 평면 6각의 화사석 위에 육각 옥개석이 올려져 있는 형태로 석탑과 마찬가지로 둔중한 느낌을 주며 하대의 괴임돌 하나는 신재(新材)이다. 전체적으로 전통양식에서는 벗어난 형태를 보이고 있으나, 근대 석조물의 한 양상을 나타내준다고 하겠다.
이 석물들은 조성시기를 알 수 있는 20세기초의 석조물로 근대 불교와 관련하여 중요한 자료이다.

## 갤러리
- 불교제중원 표식이 씌어진 표석.
- 경기여고 교정에 자리잡은 석등.

## 참고 자료
- 불교제중원오층석탑및표석,석등 - 국가유산청 국가유산포털